# Premierzy Dżibuti
| Osoba             | Osoba   | Osoba                             | Kadencja            | Kadencja            | Partia polityczna |
| #                 | Portret | Imię i nazwisko                   | Od                  | Do                  | Partia polityczna |
| ----------------- | ------- | --------------------------------- | ------------------- | ------------------- | ----------------- |
| Republika Dżibuti |         |                                   |                     |                     |                   |
| 1                 |         | Hassan Gouled Aptidon (1916–2006) | 27 czerwca 1977     | 12 lipca 1977       | LPAI              |
| 2                 |         | Ahmed Dini Ahmed (1932–2004)      | 12 lipca 1977       | 5 lutego 1978       | LPAI              |
| 3                 |         | Abdallah Mohamed Kamil (1936–)    | 5 lutego 1978       | 2 października 1978 | LPAI              |
| 4                 |         | Barkat Gourad Hamadou (1930–2018) | 2 października 1978 | 7 marca 2001        | RPP               |
| 5                 |         | Dileita Mohamed Dileita (1958–)   | 7 marca 2001        | 1 kwietnia 2013     | RPP               |
| 6                 |         | Abdoulkader Kamil Mohamed (1951–) | 1 kwietnia 2013     | nadal               | RPP               |